# Artembares
Artembares (antigo iraniano: *Ṛtam-para-; em grego: Ἀρτεμβάρης) foi um nobre medo, cujo filho, de acordo com a história sobre a juventude de Ciro, o Grande, era um dos companheiros de brincadeira de Ciro. Ciro o repreendeu por sua falta de obediência nas brincadeiras e ordenou que o açoitassem; e Artembares, indignado com a conduta de Ciro, que se acreditava ser um simples menino pastor, queixou-se ao rei Astíages, que assim descobriu que Ciro era seu neto, filho de Mandane.